# Bogdanka Volley Cup im. Tomasza Wójtowicza
Bogdanka Volley Cup im. Tomasza Wójtowicza – siatkarski turniej towarzyski rozgrywany jesienią przed rozpoczęciem rozgrywek ligowych w Polsce organizowany w celu uczczenia pamięci Tomasza Wójtowicza.

## Turnieje
| Turniej | Rok  | 1. miejsce         | 2. miejsce          | 3. miejsce               |
| ------- | ---- | ------------------ | ------------------- | ------------------------ |
| I       | 2022 | LUK Lublin         | WithU Werona        | Berlin Recycling Volleys |
| II      | 2023 | Saturnia Catania   | Bogdanka LUK Lublin | Jastrzębski Węgiel       |
| III     | 2024 | Sir Safety Perugia | Jastrzębski Węgiel  | Bogdanka Luk Lublin      |